# Мангаиа
Мангаиа (англ. Mangaia) — остров в Тихом океане, самый южный в составе островов Кука.

## Название
Первые поселенцы называли остров A’Ua’u (в сокращении от akatautika — «выровненный» или «террасированный»), что связано с рельефом острова и геологией его образования. Современное название острову дал жители атолла Аитутаки (а точнее некто Тамаэу), которые побывали на острове за два года до Джеймса Кука. Они назвали его Mangaianui-Neneva, что в переводе означает «чудовищно большой Мангаиа». Слово «Мангаиа» наиболее часто переводят как «светская власть» или «мир». Происхождение этого названия видимо связано с тем, что ввиду наличия на острове нескольких племён, они воевали между собой за власть над островом, и после победы одного из них установился мир-Мангаиа. Иногда упоминаются другие полинезийские названия острова: Манитеа и Пуритеа.

## География
Остров Мангаиа расположен в южной части Тихого океана, в 194 км на юго-восток от Раротонги. Остров имеет форму круга, вытянутого в нескольких направлениях. Диаметр острова по линии восток-запад составляет 9,6 км, по линии север-юг — 7,2 км. Общая площадь острова — 51,8 км² (второй по площади из островов Кука).
Геологически остров представляет собой поднятый атолл (вулкан на котором он расположен возвышается на 4750 м над дном океана). Центральное вулканическое плато (диаметром около 4,8 км) окружено поднятым до 60 м коралловым рифом («макатеа») шириной 1200—1600 м. Макатеа отделена от океана прибрежной низменностью до 180 м шириной. Поднятие происходило в несколько этапов. Некоторые из вулканических пород острова имеют возраст около 19 млн лет, поэтому остров считается одним из старейших в Тихом океане. Наивысшая точка острова — гора Рангимотиа высотой 169 м. В южной части острова расположено озеро Тириара. Остров пронизывают многочисленные пещеры (одни из самых больших — Теруарере — были открыты в 1930-х годах).

## История
По легенде остров не был открыт каким-либо древним путешественником, а был поднят из подземного мира Аваики вместе с первыми его жителями. Первым вождём островитян был мифический Ранга. Считается, что прародиной первых островитян был архипелаг Самоа.
В легендах островитян упоминается появление «белых людей» во второй половине XVI века. Однако официальным европейским первооткрывателем острова считается Джеймс Кук, увидевший его во время своего третьего путешествия 29 марта 1777 года (смотровой корабля «Дискавери» Томас Эдгар назвал его в честь корабля — «Остров Дискавери»). Позже остров посещался некоторыми другими европейскими исследователями: 11 февраля 1803 года здесь побывал Джон Тёрнбулл, в мае 1808 года — Томас Рейби на шхуне «Меркурий», а также возможно остров видели 1789 году мятежники с «Баунти».
15 июня 1824 года на острове были высажены двое миссионеров (Давид и Тьер) с Таити. Остров оставался под наблюдением миссии таитян до организации миссии на Раротонга в 1839 году. 28 октября 1888 года Мангаиа официально был объявлен колонией Британской империи (флаг над островом поднял капитан судна «Гиацинт» Бурк). Остров стал частью федерации островов Кука, а с 1901 года — Новой Зеландии.

## Население
По оценкам миссионеров в 1820-е — 1830-е годы численность населения острова составляла около 2000-3000 человек. По переписи 1902 года численность населения составляла 1541 человек. В середине века численность населения немного возросла (до 2074 жителей в 1971 году), а затем стала снижаться. В 2006 году на острове проживало только 640 человек (постоянно — 631). Большинство постоянного населения — 606 человек — этнически являются маори островов Кука. Женщин на острове немного больше, чем мужчин: 324 против 307. Занятыми в хозяйстве себя считают 168 человек, большинство из которых — мужчины (109). Всё население проживает в 177 домах (в среднем по 4 человека в доме).
По переписи 2011 года население острова сократилось до 562 человека.
На Мангаиа есть три деревни: Онероа (наибольшая, расположена на восточном берегу), Ивируа (в западной части острова) и Тамаруа (на юге острова). Территория острова традиционно делится на шесть районов: Тава’энга, Кеиа, Веитатеи, Каранга, Ивируа и Тамаруа, что отображено в Конституции островов Кука. Эти районы в свою очередь также делятся на подрайоны.
Жители говорят на местном диалекте кукского языка, большинство из них владеет также английским языком.